# 市道181号 (台湾)
市道181号（しどう181ごう）は、高雄市杉林区月眉から屏東県高樹郷を結ぶ、全長19.752kmの台湾の市道である。台28線と重複区間がある。

## 通過する自治体
- 高雄市
  - 杉林区
  - 美濃区

- 屏東県
  - 高樹郷

## 接続する道路
- 台29線
- 台28線
- 台28線
- 台22線
- 台27線

## 施設
- 杉美橋
- 月光山トンネル
- 高美大橋（県市界）

## 路線の変遷
- 1961年、県道181号の名称で湖内～汕尾間が設定される、全長59.033km。
- 1976年、湖内～左営間が台17線に編入される、県道181号の起点も左営に改められる。
- 1979年7月1日、高雄市が直轄市に昇格させることに伴い、左営～鳳山間が市街道路に解編される。
- 1986年、鳳山～林園間が台25線に編入される。また林園から汕尾の区間も郷道高89線に編成されたため、県道181号は廃止される。
- 2003年9月、杉林と美濃を結ぶ月光山トンネルが開通。
- 2004年1月13日、県道184号が台28線に編入されたため、支線県道184甲線・県道184乙線にも廃止される。後年月光山トンネル、元支線の県道184甲線の美濃市街地間、また元県道184乙線に統合し、月眉～高樹区間を県道181線に編入される。
- 2013年、美濃～高美大橋間名称が市道181線に改められる。